# Луис I
Лу́ис I (исп. Luis I; 25 августа 1707, Мадрид — 31 августа 1724, Мадрид) — король Испании с 15 января по 31 августа 1724 года, старший сын Филиппа V от первого брака. Первый Бурбон, родившийся в Испании.

## Рождение и первые годы
Луис был старшим из четверых сыновей короля Филиппа V. Он как и его младший брат Фердинанд были детьми первой жены Филиппа Марии Луизы Савойской. Луис стал первым представителем династии Бурбонов родившимся в Испании. Его рождение произошло в разгар войны за испанское наследство (1700—1714) и ещё до появления на свет было использовано в большой политике. Война шла с переменным успехом. Половина страны контролировалась одной стороной конфликта, вторая половина другой стороной. В июне 1706 года австрийскому претенденту Карлу даже удалось взять Мадрид, откуда он был изгнан лишь в октябре 1706 года. Филипп вернулся в Мадрид и перешёл в контрнаступление, которое привело в апреле 1707 года к битве при Альмансе
Испанский биографический словарь писал, что в конце января 1707 года Gaceta de Madrid объявила о беременности королевы. 12 февраля королева посетила базилику Девы Аточской. Началась подготовка к рождению ребёнка. Ещё 25 марта его айо (воспитательницей) назначили Марию-Анну де Ла Тремуй, принцессу Урсино, а её помощницей наваррскую аристократку Марию Антонию де Сальседо-и-Чаварри. Более сложным решением стал выбор врача, акушерки и кормилицы, которая будет заботиться о ребёнке. Врачом был выбран Жюльен Климан, акушеркой мадам де ла Саль. Но кормилицей выбрали испанку.
В начале августа были определены лица которые должны присутствовать при родах: герцог Медина-Сидония Хуан Кларос, как главный мажордом (дворецкий), кардинал Луис Фернандес Портокарреро, как архиепископ Толедо и примас Испании, два секретаря канцелярии, графы Бенавенте и Сантистебан, маркиз Кастель-Родриго, государственные советники, председатели советов, посол Франции и папский нунций. Утром 25 августа 1707 года во дворце Буэн-Ретиро родился мальчик, которого король Филипп V сразу же с балкона дворца представил двору и жителям Мадрида. Вскоре королева Мария Луиза с принцем совершила визит к Деве Аточской и поблагодарила её. Крестными родителями новорождённого должны были стать герцог Филипп II Орлеанский (представлявший Людовика XIV) и его жена Франсуаза-Мария. Из-за того, что Филипп II Орлеанский осаждал Лериду крещение новорожденного отложили. 14 ноября Лерида была взята и 8 января в 3 часа дня принц был крещен. После пышной церемонии он получил имя Луис Фердинанд. Первые два года принц рос здоровым ребёнком.

## Принц Астурийский
7 апреля 1709 года, в мадридском храме Сан-Херонимо Луис был приведен к присяге в качестве наследника престола и провозглашён принцем Астурийским. На церемонии присутствовало большой количество людей и вскоре после неё 1 июля 1709 года Луис заболел ветрянкой. Мать принца Мария Луиза настолько была обеспокоена этим, что через день преждевременно родила. Луис вскоре выздоровел, а его новорождённый брат Филипп прожил лишь несколько дней. В ближайшие годы у Луиса появятся ещё два брата: Филипп (7 июня 1712-28 декабря 1719) и Фердинанд (1713—1759). Но частые роды подорвали здоровье Марии Луизы и 14 февраля 1714 года она умерла от туберкулёза. Король Филипп V из-за смерти жены впал в меланхолию, но в сентябре 1714 года обручился с Елизаветой Фарнезе.
К этому времени Луису, принцу Астурийскому было семь лет. Испанский биографический словарь писал, что когда Луису ещё не было шести лет он уже писал и делал успехи в изучении французского языка. Утверждали, что в этом была заслуга Марии-Анны де Ла Тремуй, принцессы Урсино. В конце 1714 года прибыла Елизавета Фарнезе. В декабре 1714 года она стала второй женой Филиппа V и мачехой его сыновей от первого брака Луиса, Филиппа и Фердинанда. Благодаря Елизавета Фарнезе окружение короля сменилось. Одним из них был кардинал Хулио Альберони. Хулио Альберони советовал Елизавете Фарнезе, чтобы она со всем уважением и вниманием относилась к детям Филиппа V от первого брака, особенно к Луису. Но кардинал критиковал качество образования, полученного принцем Астурийским. Хулио Альберони видел небрежность в том наследник престола не имел иных товарищей по играм, кроме двое детей швеи своей матери, а письму и изучению катехизиса учила одна женщина, а хирург учил его читать. Испанский биографический словарь писал, что в данной критике кардинал Альберони допустил значительные преувеличения, так как у Луиса были много учителей преподававших разные предметы. Однако пришло время перемен. Люди, которые до этого окружали принца, были уволены, а их место заняли другие люди. Филипп V назначил кардинала Франческо дель Джудиче и иезуитского священника Лаубрюсселя айо (руководителями воспитания) Луиса. Луис, несмотря на свой юный возраст (ему не было и девяти лет), сопровождал отца в поездках по стране, а также активно участвовал в охотах. Последнее подвергалось жёсткой критике в народе, а королевский врач Берле, опасался, что наследнику угрожает то же несчастье, которое произошло с его матерью.
Луис проявлял большую привязанность к своему айо (воспитателю) Франческо дель Джудиче. Это беспокоило Елизавету Фарнезе и кардинала Альберони. Они добились отстранения Джуиче. К пришедшему на смену граф Пополи принц относился с подозрением предпочитая общество Антонио Гаспара де Москосо Осорио и Арагон. Французский посол в Испании Сент-Эньян, писал, что Луис будущий король был чрезвычайно застенчив, плохо обращался с новой королевой в плохом состоянии, его состояние здоровья было таким что опасались, что первая серьёзная болезнь, которую он встрети приведёт его к смерти. Состояние здоровья Филиппа V в 1717 году также вызывало опасения. Это породило разные интриги. В ходе одной группа придворных во главе с графом Агиларом и при поддержке французского посла попыталась аннулировать завещание короля и создать регентский совет. Так как принц Астурийский был несовершеннолетним, то заговорщики планировали похитить Луиса на одной из его прогулок и править от его имени. Но интриги не удались.
В 1719 году Луис сопровождал отца в кампании 1719 года. Война против четвертного альянса привела к поражению Испанию и отстранению Альберони. Подписав 17 февраля 1720 года мир Филипп V решил передать трон сыну.

## Брак
20 января 1722 года в возрасте 14 лет женился на дочери Филиппа II Орлеанского, Луизе Елизавете (1709—1742); брак оказался бездетным.
Желая передать корону Луису Филипп V предпринял несколько шагов. Новому королю необходима была жена. Потенциальные кандидатки могли быть в Священной Римской империи и во Франции. Вскоре испанский маркиз Гримальдо, сообщил новому французскому послу, маркизу де Молеврье Ланжерону, что Филипп V предлагает Франции двойной брак. Король Испании попросил для Луиса руку дочери герцога Орлеанского, а руку своей дочери инфанты Марии Анны Виктории предлагал юному Людовика XV. Оба предложения приняли и начали готовиться к свадьбе. 9 января 1722 на острове Фазанов в специально построенном павильоне в результате торжественных церемоний состоялся обмен принцесс. А во второй половине 20 января 1722 года состоялась свадьба, сопровождаемая ужином и танцами. На момент свадьбы жениху было 14, а невесте 12 лет.

## Король
Через два года страдавший «меланхолией» Филипп V отрёкся от престола в пользу Луиса, который, однако, не успел приступить к управлению страной, скончавшись всего через 7 месяцев от оспы, через неделю после семнадцатого дня рождения.
После смерти сына Филипп вернулся на престол.

## Внешний вид и личность
Луис был высоким и худым, имел светлые волосы, считался некрасивым по меркам того времени.
О личности Луиса мало что известно, однако после смерти его описали, как «чрезвычайно либерального, великодушного и склонного угодить всем». Также утверждали, что Луис унаследовал личный разум и обаяние своей матери, а также нравственную направленность отца.